# Maria Stadnicka
Maria Helena Stadnicka (ur. 5 września 1951 w Warszawie) – polska wioślarka, trenerka, olimpijka z Montrealu 1976.
Mistrzyni Polski w czwórkach i ósemkach.
Uczestniczka mistrzostw świata w roku 1975, w których wystartowała w ósemkach (partnerkami były: Róża Data, Bogusława Kozłowska, Anna Brandysiewicz, Danuta Konkalec, Ryszarda Marek, Aleksandra Bartłomowicz, Izabella Rokicka, Magdalena Drążewska (sterniczka)). Polska osada zajęła 8. miejsce.
Na igrzyskach olimpijskich w roku 1976 w Montrealu wystartowała w ósemkach (partnerkami były:Anna Brandysiewicz, Bogusława Kozłowska, Barbara Wenta, Aleksandra Kaczyńska, Róża Data, Danuta Konkalec, Mieczysława Franczyk, Dorota Zdanowska (sternik)). Polska osada zajęła 7. miejsce.
Po zakończeniu kariery sportowej podjęła pracę trenera.